# Norbert Stull
Norbert Stull (ur. 10 grudnia 1942) – luksemburski szachista.

## Kariera szachowa
Jest jednym z rekordzistów pod względem liczby startów w szachowych olimpiadach, pomiędzy 1968 a 1998 rokiem w turniejach tych brał udział 14 razy (w tym dwukrotnie na I szachownicy), rozgrywając 141 partii, w których zdobył 65½ pkt. Dwukrotnie (1975 w Puli i 1990 w Lyonie) reprezentował Luksemburg na turniejach strefowych (eliminacji mistrzostw świata). W 1999 r. podzielił IV-VI m. w indywidualnych mistrzostwach swojego kraju.
Największe sukcesy szachowe odniósł w grze korespondencyjnej, m.in. w 1994 r. zdobywając tytuł indywidualnego mistrza Europy. W 2003 r. Międzynarodowa Federacja Szachowej Gry Korespondencyjnej przyznała mu tytuł arcymistrza w tej odmianie szachów.